# Київське товариство старожитностей і мистецтв
Київське товариство старожитностей і мистецтв (рос. Киевское общество древностей и искусств) — наукове товариство міста Києва, яке досліджувало історію та мистецтво земель України.

## Історія
Дане товариство утворене у квітні 1897 року на основі
- «Товариства заохочення мистецтв» і
- комісії, що займалася заснуванням Київського міського музею при Київському, Подільському та Волинському генерал-губернаторові. Генерал-губернатор Ігнатьєв О. був не лише «опікуном», «покровителем» музею і товариства, а де-факто він був його контролером[2]. Після нього в 1898—1903 роках за генерал-губернатора Драгомирова М. спостерігався значний розвиток товариства[2].

У 1899 р. з нагоди 11-го Археологічного з'їзду в Києві відкрито першу експозицію Музею старожитностей і мистецтв, майбутній Національний музей історії України. У тому ж 1899 р. товариством було засновано Національний художній музей України, у 1904 р. — Київський художньо-промисловий і науковий музей імператора Миколи Олександровича (див. «Музей українського народного декоративного мистецтва»).
Розпорядчі органи цього товариства вирішували
- фінансові справи,
- питання поповнення музейного зібрання,
- влаштування виставок,
- організацію конкурсу на найкращий проект будівлі музею (спорудженого у 1899 р.).

У лютому 1912 р. створено комісію «Старий Київ», яка багато зробила для збирання й дослідження джерел з історії Києва, відкриття та поповнення відповідного розділу експозиції музею, розробляння форм і напрямів краєзнавчої діяльності. Головами комісії були В. Данилевич (до грудня 1913 р.) і В. Іконников, незмінним секретарем — Д. Щербаківський.
Після розпуску товариства в серпні 1918 р. його майно та музей, згідно зі статутом, перейшли у власність Української Держави.

## Напрямки діяльності товариства
Мало на меті
- служіння науковому вивченню пам'яток старовини, і так само — розвиткові естетичного смаку і художньої освіти[4];
- колекціонувати пам'ятки старовини та мистецтва України,
- здійснення на основі колекцій наукової та культурно-просвітницької діяльності;
- заснування національного музею в столиці України,
- організація виставок,
- охорона пам'яток[4].

## Відділи товариства
Товариство мало відділи:
- історичний,
- етнографічний,
- витончених мистецтв і
- художньої промисловості[4].

## Склад товариства
До складу зазначеного товариства входило спочатку 150 осіб, а в 1905 році налічувалося 258 членів:
- науковці, педагоги, краєзнавці, музейні працівники
  - В. Антонович, М. Біляшівський, К. Болсуновський, М. Василенко, С. Гамченко, С. Голубєв, В. Данилевич, Л. Добровольський, Д. Дорошенко, В. Іконников, І. Каманін, І. Линниченко, А. Лобода, В. Ляскоронський, О. Левицький, І. Огієнко, Г. Павлуцький, В. Перетц, М. Петров, Н. Полонська-Василенко, Ф. Титов, В. Хвойка, Д. Щербаківський, В. Щербина;
- архітектори
  - В. Ніколаєв, Г. Шлейфер;
- видавець В. Кульженко;
- підприємці й меценати
  - В. Симиренко, Б. Ханенко, Терещенко О.[4];
- родини
  - Бродських, Гудимів-Левковичів, Терещенків

та ін..
З 1917 р. почесними членами були М. Грушевський і О. Новицький.

## Керівництво
Почесним головою товариства був великий князь Володимир Олександрович.
- У 1897—1902 рр. правління товариства очолювала графиня М. Мусіна-Пушкіна.
- У 1902—1917 роках — Б. Ханенко.